# Brněnská metropolitní oblast
Brněnská metropolitní oblast (BMO) je organický funkční celek zahrnující město Brno a jeho zázemí. Jedná se o území o rozloze 1 978 km2 v Jihomoravském kraji, které zahrnuje město Brno a 183 okolních obcí, kde trvale žije více než 700 tisíc obyvatel (stav k roku 2023). Metropolitní oblast byla definována na základě jednotné metodiky Ministerstva pro místní rozvoj ČR využitím dat mobilního operátora a sledováním dalších dat například dojížďkou za prací či do škol. Cílem vytvoření Brněnské metropolitní oblasti není slučování, ale spolupráce obcí při koordinaci strategických projektů v oblasti dopravy, vzdělávání, životního prostředí a sociálních služeb. Zmíněná spolupráce je možná díky nástroji Evropské komise ITI – Integrované územní investice (z anglického Integrated Territorial Investments). ITI slouží k řešení metropolitních problémů vyžadujících integrovaný přístup, respektive kooperaci všech obcí. Brněnská metropolitní oblast je jedna ze třech metropolitních oblastí definovaných ve Strategii regionálního rozvoje ČR 2021+.

## Historie
- Velké Brno: období první republiky, v roce 1919 došlo k administrativnímu rozšíření Brna o města Královo Pole a Husovice a dalších 22 obcí[6]
- Vymezení Brněnské sídelní regionální aglomerace dle usnesení vlády z roku (1983) za účelem definování sídelních regionálních aglomerací a městských regionů[7]
- Vymezení Brněnské sídelní regionální aglomerace v Územním plánu BSRA (1985) za účelem definování politiky územního rozvoje[7]
- Vymezení Brněnské aglomerace pro účely hodnocení a snižování hluku (2006)[7]
- Projekt URBACT II Joining forces, který se zabýval řízením metropolitních oblastí (2009)[8]
- Vymezení aglomerace ve Studii aglomeračních vazeb města Brna a jeho okolí (2010)[7]
- Vymezení aglomerace v Atlase sídelního systému České republiky (2011)[7]
- Vymezení funkčního území Brněnské metropolitní oblasti z roku 2013 pro potřeby uplatňování nástroje ITI (Integrované územní investice)[2]
- MAIA studie analyzující spolupráci v metropolitních oblastech, vypracovaná v rámci působnosti v pracovní skupině Metropolitní oblasti sítě EUROCITIES (2013)[9]
- Memorandum o metropolitní spolupráci mezi Brnem a pěti obcemi ORP (Kuřim, Rosice, Slavkov u Brna, Šlapanice a Židlochovice) (2014)
- Schválení Integrované strategie rozvoje Brněnské metropolitní oblasti (2016)[3]
- Mezinárodní projekt SPIMA (2017–2018): Prostorová dynamika a strategické plánování v metropolitních oblastech[10]
- Aktualizace Memoranda o metropolitní spolupráci (2018)[11]
- Zapojení města Brna do evropské sítě METREX – Síť metropolitních oblastí (2016)[12]
- Nové vymezení Brněnské metropolitní oblasti 2021+ (2020)[13]
- Přistoupení Ivančic k Memorandu o metropolitní spolupráci (2020)[14]
- Mezinárodní projekt METRO (2020–2021): Role a budoucí perspektivy kohezní politiky ve strategickém plánování metropolitních oblastí a měst (2020)[15]

Město Brno spolupracuje s okolními obcemi v rámci uplatňování nástroje ITI (Integrované územní investice), který umožňuje díky využívání evropských dotací řešení metropolitních problémů a vytváření integrovaných a strategických projektů. Nástroj ITI je primárně určen pro dlouhodobé projekty, které mají strategickou povahu. Podmínkami využití nástroje bylo definování dlouhodobých priorit metropolitní oblasti a vytvoření Integrované strategie rozvoje BMO pro uplatnění nástroje ITI.
Integrovaná strategie rozvoje Brněnské metropolitní oblasti 
Strategie se zaměřuje na čtyři hlavní prioritní oblasti: Dopravu a mobilitu, Životní prostředí, Konkurenceschopnost a vzdělávání a Sociální soudržnost. Strategie má za cíl vyvážený a polycentrický rozvoj celého území BMO. Strategie je naplňována pomocí konkrétních strategických projektů. Jedná se například o prodloužení tramvajových a trolejbusových tratí, budování dopravních terminálů a systémů P+R, protipovodňová opatření, ale také vytváření infrastruktury v oblasti odpadového hospodářství, sociální oblasti a vzdělávání.

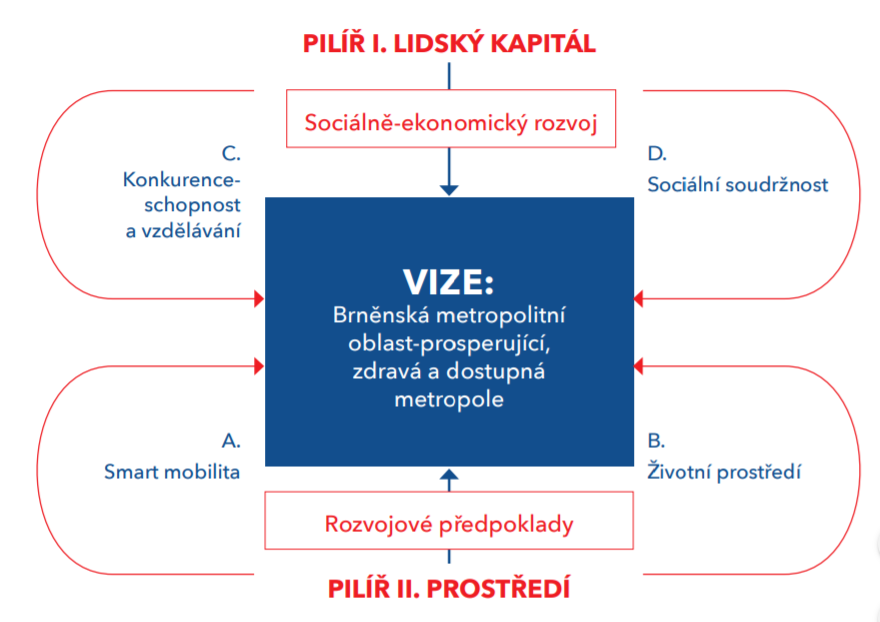

Pro integrované projekty byla na roky 2014–2020 vyjednána částka přesahující 5,7 miliard Kč v pěti operačních programech evropských strukturálních a investičních fondů (ESIF) – Integrovaný regionální operační program (IROP), Operační program Doprava (OPD), Životní prostředí (OPŽP), Zaměstnanost (OPZ) a Podnikání a inovace pro konkurenceschopnost (OPPIK).
V souvislosti s přípravou Strategie vznikl Atlas Brněnské oblasti (2014) a Sociodemografická analýza Brněnské metropolitní oblasti (2014). V rámci realizace Strategie bylo analyzováno Dopravní chování obyvatel  v BMO (2016–2017) a také provedeno dotazníkové šetření (2017) mezi 166 starosty a starostkami obcí v BMO (vymezení BMO 2014–2020) s cílem zjistit, jak okolní obce vnímají spolupráci a zdali se do ní chtějí aktivně zapojit i do budoucna.
V rámci prohlubování spolupráce bylo v roce 2014 podepsáno Memorandum o metropolitní spolupráci, které bylo aktualizováno v roce 2018. Cílem memoranda je konstatování pokračující spolupráce, zajištění kontinuity ve společném koordinovaném přístupu v rozvoji území BMO po roce 2020 a soupis požadavků směrem k národní úrovni. Součástí memoranda jsou také konkrétní témata, které je třeba řešit na metropolitní úrovni (protipovodňová ochrana a revitalizační opatření, parkoviště P+R a terminály v zázemí Brna nebo společná koordinace rezidenční a komerční výstavby v BMO).
V roce 2019 proběhla Mid-term evaluace Integrované strategie Archivováno 26. 1. 2021 na Wayback Machine.  a během období 2014–2020 bylo podpořeno 125 projektů.
Od roku 2019 dochází k procesu aktualizace Integrované strategie rozvoje BMO (nové vymezení územ Archivováno 26. 1. 2021 na Wayback Machine. í, vize rozvoje BMO 2030 Archivováno 13. 2. 2021 na Wayback Machine., analytická východiska Archivováno 29. 1. 2021 na Wayback Machine.). V roce 2020 rovněž proběhlo další dotazníkové šetření mezi starosty obcí BMO Archivováno 5. 3. 2021 na Wayback Machine., které analyzovalo možnosti dlouhodobé spolupráce obcí Brněnské metropolitní oblasti. Nová Integrovaná strategie se nebude zaměřovat jen na témata financovaná prostřednictvím nástroje ITI, ale bude řešit rozvoj území komplexně bez ohledu na finanční zdroje. Mezi čtyři rozvojové oblasti nové strategie patří Mobilita, Životní prostředí, Veřejné služby a Koordinace rozvoje.

## Integrovaná řešení
Integrovaná řešení = průnik níže uvedených dílčích aspektů integrovanosti:
- Územní integrovanost – integrované projekty jsou strategické projekty, které mají nadmístní, zpravidla aglomerační dopad
- Věcná integrovanost – jsou realizovány věcně související aktivity, které jsou obvykle prováděny odděleně (v důsledku roztříštěnosti zdrojů) - princip koncentrace, zvýšení synergických efektů, zamezení duplicit
- Finanční integrovanost – financování integrovaných projektů z různých specifických cílů jednoho operačního programu nebo z různých OP, případně z dalších zdrojů
- Organizační integrovanost – společný koordinovaný přístup zapojení zainteresovaných stran založený na partnerském principu a shodě na prioritách v rozvoji území

Integrované projekty musí splnit přísnější kritéria hodnocení a projít náročnějším procesem schvalování. V rámci integrovaného přístupu je uplatňován princip partnerství, tzn. že jsou do strategického plánování a řízení zapojeny všechny důležité subjekty z území. Integrované projekty jsou aktivně koordinovány a koncentrují finanční zdroje a aktivity do konkrétního území v jednom čase tak, aby byl výsledný efekt co největší. Úspěšné integrované projekty financované během období 2014–2020 naleznete zde Archivováno 26. 1. 2021 na Wayback Machine..

## Obce v BMO (vymezení k roku 2019)
Součástí území Brněnské metropolitní oblasti je 184 obcí a žije zde 720 294 obyvatel. Hustota zalidnění je 364 obyvatel na km². Brněnská metropolitní oblast tvořila k 1.1. 2023 55% veškerého obyvatelstva Jihomoravského kraje.
| Rok  | Obyv.   | +%    |
| ---- | ------- | ----- |
| 1950 | 531 991 | -     |
| 1961 | 579 278 | 8,8%  |
| 1970 | 603 259 | 4,1%  |
| 1980 | 645 901 | 7%    |
| 1991 | 654 991 | 1,4%  |
| 2001 | 645 609 | -1,4% |
| 2011 | 680 331 | 5,3%  |
| 2021 | 716 558 | 5,3%  |

| Název                 | Populace (2023) |
| --------------------- | --------------- |
| Adamov                | 4 538           |
| Babice nad Svitavou   | 1 402           |
| Babice u Rosic        | 789             |
| Bílovice nad Svitavou | 3 781           |
| Blansko               | 20 174          |
| Blažovice             | 1 236           |
| Blučina               | 2 295           |
| Borkovany             | 850             |
| Bošovice              | 1 273           |
| Braníškov             | 211             |
| Bratčice              | 675             |
| Brno                  | 396 101         |
| Březina (666 01)      | 363             |
| Březina (u Křtin)     | 1 085           |
| Bučovice              | 6 771           |
| Bukovina              | 461             |
| Bukovinka             | 633             |
| Čebín                 | 1 938           |
| Černá Hora            | 2 127           |
| Česká                 | 1 010           |
| Čučice                | 453             |
| Dambořice             | 1 514           |
| Deblín                | 1 130           |
| Dolní Kounice         | 2 560           |
| Domašov               | 678             |
| Drásov                | 2 041           |
| Dražovice             | 950             |
| Drnovice              | 2 391           |
| Habrovany             | 906             |
| Habrůvka              | 423             |
| Hajany                | 681             |
| Heroltice             | 235             |
| Heršpice              | 910             |
| Hlína                 | 319             |
| Hodějice              | 1 105           |
| Holasice              | 1 352           |
| Holubice              | 1 705           |
| Hostěnice             | 827             |
| Hostěrádky-Rešov      | 846             |
| Hradčany              | 681             |
| Hrušky                | 750             |
| Hrušovany u Brna      | 3 558           |
| Hvozdec               | 351             |
| Chudčice              | 1 024           |
| Ivaň                  | 799             |
| Ivančice              | 9 888           |
| Javůrek               | 356             |
| Jedovnice             | 2 969           |
| Jinačovice            | 783             |
| Jiříkovice            | 976             |
| Kanice                | 1 098           |
| Ketkovice             | 623             |
| Klobouky u Brna       | 2 495           |
| Kobeřice u Brna       | 723             |
| Kobylnice             | 1 194           |
| Komořany              | 751             |
| Kovalovice            | 673             |
| Krasová               | 477             |
| Kratochvilka          | 483             |
| Křenovice             | 2 020           |
| Křižanovice           | 841             |
| Křtiny                | 808             |
| Kupařovice            | 368             |
| Kuřim                 | 11 263          |
| Lažánky               | 929             |
| Lažany                | 436             |
| Ledce                 | 246             |
| Lelekovice            | 1 928           |
| Lesní Hluboké         | 270             |
| Lipůvka               | 1 454           |
| Litostrov             | 130             |
| Lovčičky              | 746             |
| Luleč                 | 975             |
| Malešovice            | 807             |
| Malhostovice          | 982             |
| Maršov                | 525             |
| Medlov                | 882             |
| Mělčany               | 476             |
| Měnín                 | 1 865           |
| Milešovice            | 680             |
| Modřice               | 5 572           |
| Mokrá-Horákov         | 2 863           |
| Moravany              | 3 455           |
| Moravské Bránice      | 961             |
| Moravské Knínice      | 1 145           |
| Mouřínov              | 484             |
| Moutnice              | 1 156           |
| Nebovidy              | 835             |
| Němčany               | 811             |
| Němčičky              | 323             |
| Nemojany              | 834             |
| Neslovice             | 980             |
| Nesvačilka            | 343             |
| Nížkovice             | 766             |
| Nosislav              | 1 366           |
| Nové Bránice          | 913             |
| Ochoz u Brna          | 1 556           |
| Olomučany             | 1 073           |
| Olšany                | 649             |
| Omice                 | 843             |
| Opatovice             | 1 155           |
| Ořechov               | 2 861           |
| Oslavany              | 4 802           |
| Ostopovice            | 1 737           |
| Ostrovačice           | 813             |
| Otmarov               | 384             |
| Otnice                | 1 587           |
| Podbřežice            | 266             |
| Podolí                | 1 461           |
| Pohořelice            | 5 669           |
| Ponětovice            | 455             |
| Popovice              | 353             |
| Popůvky               | 1 782           |
| Pozořice              | 2 374           |
| Prace                 | 957             |
| Pravlov               | 666             |
| Prštice               | 982             |
| Předklášteří          | 1 445           |
| Přibice               | 1 072           |
| Příbram na Moravě     | 647             |
| Přibyslavice          | 525             |
| Přísnotice            | 869             |
| Radostice             | 786             |
| Ráječko               | 1 367           |
| Rajhrad               | 4 092           |
| Rajhradice            | 1 615           |
| Rašovice              | 702             |
| Rebešovice            | 1 074           |
| Rosice                | 6 656           |
| Rostěnice-Zvonovice   | 593             |
| Rousínov              | 5 888           |
| Rozdrojovice          | 1 076           |
| Rudice                | 979             |
| Rudka                 | 407             |
| Řícmanice             | 838             |
| Říčany                | 2 115           |
| Říčky                 | 407             |
| Senetářov             | 597             |
| Sentice               | 653             |
| Silůvky               | 848             |
| Sivice                | 1 112           |
| Slavkov u Brna        | 7 167           |
| Sobotovice            | 644             |
| Sokolnice             | 2 349           |
| Střelice              | 3 226           |
| Svinošice             | 390             |
| Syrovice              | 2 002           |
| Šaratice              | 1 062           |
| Šebrov-Kateřina       | 850             |
| Šitbořice             | 2 124           |
| Šlapanice             | 7 853           |
| Telnice               | 1 650           |
| Těšany                | 1 291           |
| Tetčice               | 1 150           |
| Tišnov                | 9 223           |
| Trboušany             | 386             |
| Troubsko              | 2 406           |
| Tučapy                | 596             |
| Tvarožná              | 1 339           |
| Uhřice                | 768             |
| Újezd u Brna          | 3 369           |
| Unkovice              | 732             |
| Vážany nad Litavou    | 766             |
| Velatice              | 761             |
| Velešovice            | 1 238           |
| Velké Hostěrádky      | 507             |
| Veverská Bítýška      | 3 523           |
| Veverské Knínice      | 995             |
| Viničné Šumice        | 1 373           |
| Vohančice             | 205             |
| Vojkovice             | 1 204           |
| Vranov                | 901             |
| Vranovice             | 2 443           |
| Všechovice            | 268             |
| Vysoké Popovice       | 745             |
| Vyškov                | 20 426          |
| Zastávka              | 2 528           |
| Zbraslav              | 1 294           |
| Zbýšov (město)        | 3 687           |
| Zbýšov (obec)         | 722             |
| Žabčice               | 1 661           |
| Žatčany               | 944             |
| Želešice              | 1 912           |
| Židlochovice          | 3 702           |
| BMO celkem            | 720 294         |
| Zázemí                | 324 193         |